# Louis Edward Curdes
Louis Edward Curdes (né le 2 novembre 1919 à Fort Wayne et mort le 5 février 1995) est un aviateur américain de la Seconde Guerre mondiale.
Pilote des forces aériennes de l'armée des États-Unis pendant la guerre, il est connu pour avoir obtenu la distinction inhabituelle d'une marque de victoire contre un autre avion américain. Il a reçu deux fois la Distinguished Flying Cross et un Purple Heart. Il a piloté un avion de chasse North American P-51 Mustang avec le surnom de « Bad Angel ».
Curdes est aussi l'un des rares seuls pilotes américains à avoir abattu des avions appartenant aux forces aériennes allemandes, italiennes et japonaises.